# Sickenmaschine

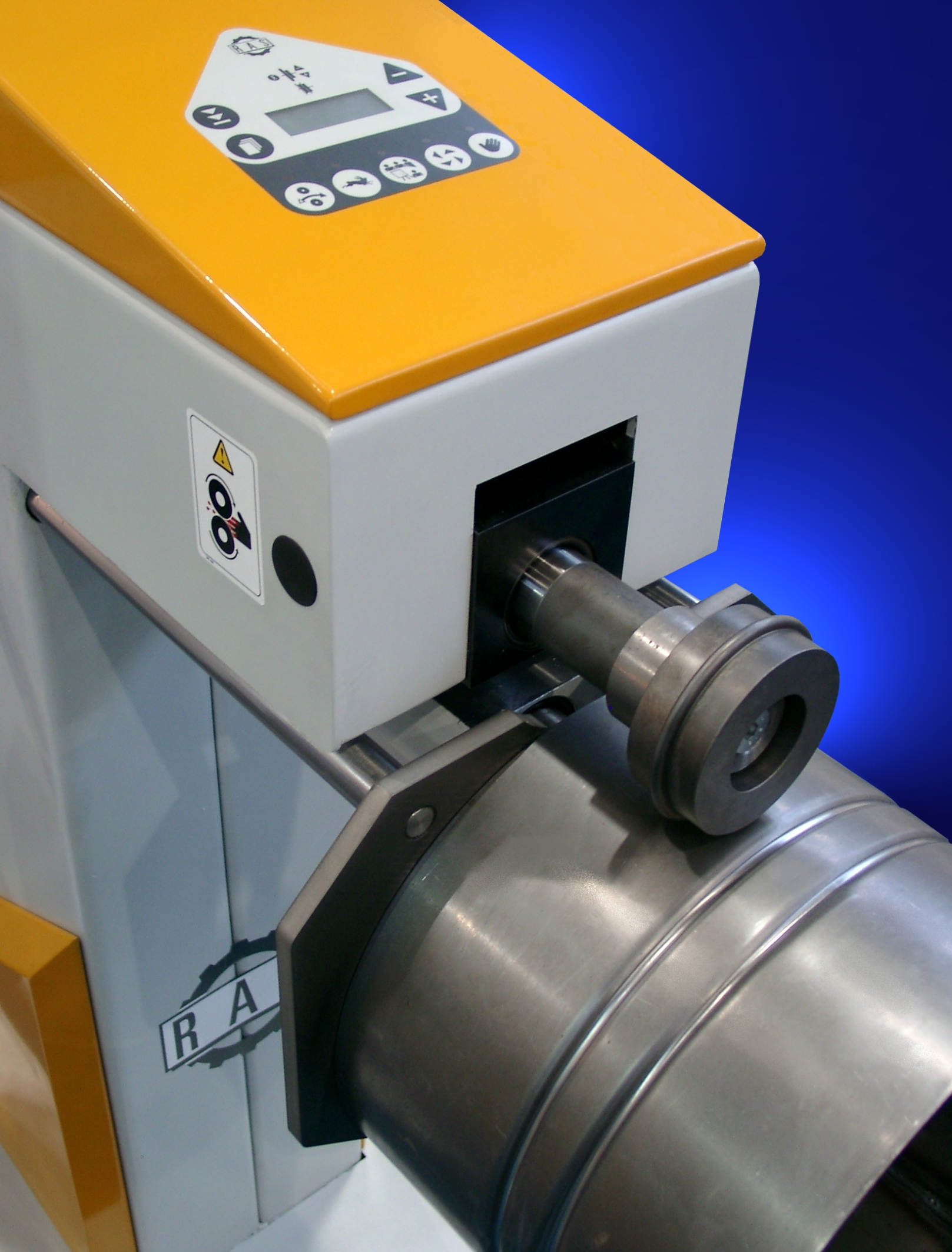
Einbringen einer Sicke in ein zylindrisches Rohr aus Blech

Eine Sickenmaschine ist eine Vorrichtung zum Bilden geradliniger Ausbuchtungen (Sicken) auf einem geraden Blech oder an Rohren aus Blech.
Sie besteht aus zwei Walzen, von denen eine die Positivform, die andere die Negativform der Ausbuchtungen aufweist. Diese Walzen sind üblicherweise auswechselbar.
Zwischen die Walzen wird das Blech gesteckt. Danach werden eine oder beide Walzen (manuell oder durch einen Motor) in Bewegung gesetzt, und so das Blech durchgezogen.
Während die Walzen das Blech durch die Maschine ziehen, wird die obere Walze nach und nach zugestellt, was eine immer stärkere Umformung (Sickentiefe) bewirkt. Bei einfachen Maschinen erfolgt die Zustellung der oberen Walze manuell, moderne Produktionsmaschinen setzen hierfür einen Motor ein.

## Automatisierung
Programmgesteuerte Sickenmaschinen lernen vom Bediener den Arbeitsablauf. Bevor der Anwender das erste Teil eines Auftrags erstellt, drückt er eine ‚Lernen‘-Taste an der Maschine. Die Steuerung der Sickenmaschine registriert danach, wann und wie weit der Bediener im Arbeitsablauf die obere Walze zustellt. Sobald der Anwender das zweite Werkstück des Auftrags einlegt, wiederholt die Sickenmaschine automatisch den gesamten Ablauf. Der Maschinenbediener muss nur noch das Teil führen und die variable Arbeitsgeschwindigkeit mit dem Fußschalter bestimmen.